# 광호초등학교
광호초등학교는 대한민국 경상남도 통영시 광도면 용호로 277 (용호리)에 있었던 초등학교이다.

## 연혁
- 1948년 9월 1일 광도국민학교 용호분교장 개교
- 1963년 3월 8일 광호국민학교 승격
- 1996년 3월 1일 광호초등학교로 개칭
- 1996년 3월 20일 학교급식 실시(벽지형)
- 1999년 3월 1일 광도초등학교로 통합